# NEC SX8R
 (mars 2023).
Si vous disposez d'ouvrages ou d'articles de référence ou si vous connaissez des sites web de qualité traitant du thème abordé ici, merci de compléter l'article en donnant les références utiles à sa vérifiabilité et en les liant à la section « Notes et références ».
Le SX8R est un supercalculateur développé par NEC Corporation. Ce superordinateur utilisé par Météo-France depuis 2007 est cinq fois plus rapide que la machine précédente.

## Caractéristiques
- Consommation électrique : 200 kW (environ 3 500 PC)
- Emprise au sol : 110 m 2
- Longueur de câbles : 150 km
- Hauteur : 1,80 m
- Climatisation : 230 000 m3/h
- Température ambiante : 22 °C
- Durée de calcul pour 24h de prévision : 20 min
- Budget : 19 millions d'euros

## Puissance
(mars 2023).
Ce superordinateur, déjà cinq fois plus puissant que son prédécesseur, devrait atteindre d'ici 2009 une puissance 21 fois supérieure.